# Thelonious Himself
Albums de Thelonious Monk
Brilliant Corners
(1956) Thelonious Monk with John Coltrane
(1957)
Thelonious Himself est un album du pianiste de jazz Thelonious Monk sorti en 1957 sur le label Riverside. Monk est seul au piano à l'exception du dernier morceau où il est rejoint par le saxophoniste John Coltrane et le contrebassiste Wilbur Ware.

## Description
Monk interprète sept titres sur huit en solo, comme à son habitude, entre standards et compositions personnelles. Sur le dernier morceau, Monk's Mood, John Coltrane au saxophone et Wilbur Ware à la contrebasse accompagnent le pianiste.

## Enregistrement
Les enregistrements se déroulent le 12 et 16 avril 1957 au Reeves Sound Studios à New York.
| Musicien        | Instrument      | Titre |  | Équipe technique |                         |
| --------------- | --------------- | ----- |  | ---------------- | ----------------------- |
| Thelonious Monk | piano           | 1—8   |  | Orrin Keepnews   | producteur, liner notes |
| John Coltrane   | saxophone ténor | 8     |  | Jack Higgins     | ingénieur du son        |
| Wilbur Ware     | contrebasse     | 8     |  | Paul Weller      | photographie            |

## Titres
| N°     | Titre                            | Compositeur                               | Durée |
| ------ | -------------------------------- | ----------------------------------------- | ----- |
| Face 1 |                                  |                                           |       |
| 1.     | April in Paris                   | Yip Harburg, Vernon Duke                  | 3:54  |
| 2.     | A Ghost of a Chance              | Bing Crosby, Ned Washington, Victor Young | 4:24  |
| 3.     | Functional                       | Thelonious Monk                           | 9:22  |
| 4.     | I'm Getting Sentimental Over You | George Bassman, Ned Washington            | 4:08  |
| Face 2 |                                  |                                           |       |
| 5.     | I Should Care                    | Axel Stordahl, Paul Weston, Sammy Cahn    | 3:15  |
| 6.     | 'Round Midnight                  | Thelonious Monk, Cootie Williams          | 6:44  |
| 7.     | All Alone                        | Irving Berlin                             | 4:53  |
| 8.     | Monk's Mood                      | Thelonious Monk                           | 7:49  |

## Réception
Sur le guide musical AllMusic, Scott Yanow indique que cet enregistrement « n'est pas essentiel mais qu'il devrait vraiment intéresser les admirateurs de Thelonious Monk ».